# Xã Minden, Quận Benton, Minnesota
Xã Minden (tiếng Anh: Minden Township) là một xã thuộc quận Benton, tiểu bang Minnesota, Hoa Kỳ. Năm 2010, dân số của xã này là 1.664 người.